# Andrés Niño
Andrés Niño (Moguer, 1475 - Puerto Caballos, 1524), fue un marino español, hijo de Juan Niño, perteneciente a la familia Niño, destacados marineros de Moguer del siglo XVI. Fue nombrado Piloto Real de la Mar del Sur el 12 de julio de 1514. Participó en diversas expediciones por las costas de Centroamérica, realizando importantes descubrimientos en lo que hoy son Costa Rica, Nicaragua, Honduras, El Salvador y Guatemala.

## Biografía

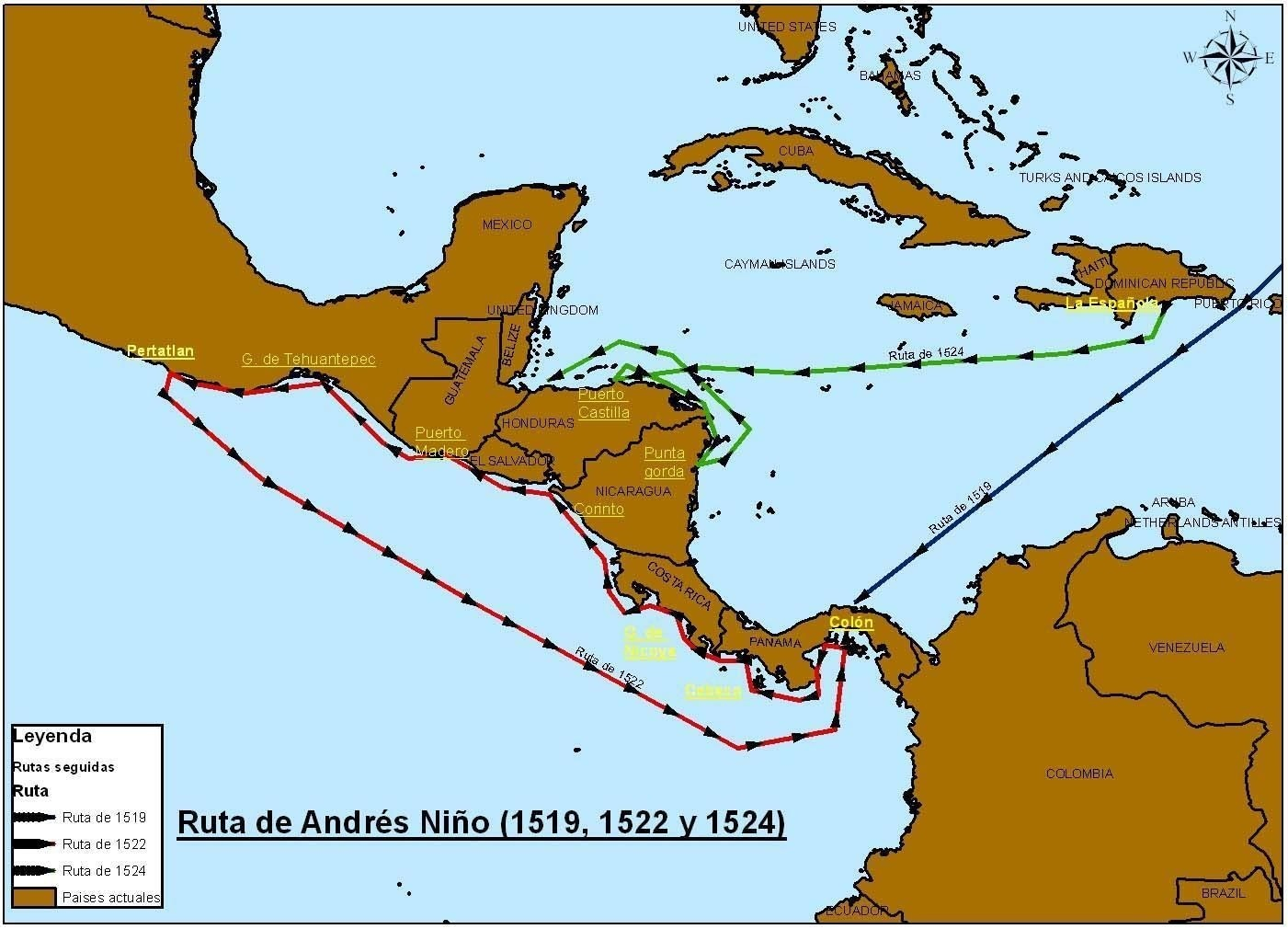
Rutas de las expediciones de Andrés Niño (1519, 1522 y 1524).

Hijo de Juan Niño, nació en Moguer en 1475. En sus inicios como marino viajó como maestre-mercader. En 1508 Andrés Niño aparece en Sevilla como piloto de la nao Santa Bárbara recibiendo y comprando mercaderías para llevar al puerto de Santo Domingo. Pasó a Indias por vez primera en 1511.
El 12 de julio de 1514 fue nombrado Piloto Real de la Casa de la Contratación, con un salario de 30.000 maravedíes anuales. El 26 de noviembre de ese mismo año zarpó de Sevilla en la carabela Santa María de la Consolación hacia Santa María la Antigua del Darién en seguimiento de la armada comandada por Pedrarias Dávila para reforzar y avituallar la nueva colonia de Castilla del Oro, llegando a los 4 meses a destino. En la colonia entabló amistad con Vasco Núñez de Balboa, y su barco estuvo transportando hombres y mercancías entre las islas del Mar del Norte y el Darién, en los meses siguientes. Este viaje le proporcionó el conocimiento de nuevas posibilidades de navegación, y relación con importantes personajes que tenían puestos de interés, que le servirían más tarde en su negociación para ir a descubrir la Mar del Sur.
En 1518 regresó a España buscando valedores para continuar los proyectos iniciados por Núñez de Balboa, permaneciendo durante algún tiempo en su casa de Triana con su esposa Isabel García y sus cuatro hijos.[cita requerida]
En 1519, una capitulación firmada en Zaragoza con la Corona, le daba licencia para explorar y descubrir mil leguas en la costa del Mar del Sur hacia las Molucas. El coste de dicha armada corrió a cargo de propio Andrés Niño y de la Corona, y tenía como objetivo buscar el paso para la “Especiería”. Los navíos embargados a Nuñez de Balboa fueron entregados a Andrés Niño, estando finalmente formada la flotilla por las carabelas Merced, Victoria y Consolación.
El 13 de septiembre de 1519 zarpó esta armada desde Sanlúcar de Barrameda, llevando como capitán a Gil González Dávila y como piloto y asesor a Andrés Niño.
Allí prepararon la expedición formada por siete barcos, cien hombres y algunos caballos. Gil González, por tierra, y Andrés Niño, por mar, llegaron hasta el golfo de San Lúcar, a la altura de Nicoya (Costa Rica).
Allí acordaron separarse y Andrés Niño continuó por mar pisando por vez primera lo que luego sería la gobernación de Nicaragua, tomando puerto el 23 de febrero de 1523 en lo que se llamó río de la Posesión (actual puerto de Corinto). Luego siguió la costa mientras buscaba una ruta marítima que comunicara el Pacífico con el océano Atlántico, descubriendo un golfo que denominó golfo de Fonseca, que aún conserva el nombre en honor al obispo Juan Rodríguez de Fonseca, primer organizador de la política colonial castellana en las Indias. De ahí continuó remontando la costa del Pacífico en dirección norte hasta ponerse a la altura del golfo de Tehuantepec, hoy parte de la costa mexicana, de donde retornó hacia el golfo de San Lúcar, donde había quedado con Gil González.
Volvieron ambos de nuevo a Nicaragua por el golfo de las Higueras en un viaje muy accidentado, adentrándose hasta tomar las vertientes del Mar del Sur. Después de una larga exploración, los barcos de Andrés Niño regresaron a Panamá con cantidad de oro, perlas y otras mercaderías.
En 1524 formó parte de la expedición de Gil González Dávila, autorizada por la Real Audiencia de Santo Domingo, que buscaba una ruta desde el mar Caribe hacia el lago Nicaragua. Durante la expedición, ideada para frenar las pretensiones de Pedrarias Dávila sobre la región, falleció Niño en 1525 en un lugar no determinado de Honduras, según la crónica de Gonzalo Fernández de Oviedo.